# شتات بنغلاديشي

علم بنغلاديش

 يتكون الشُتات البنغلاديشي (প্রবাসী বাংলাদেশী) من أشخاص من أصل بنغلاديشي هاجروا إلى بلد آخر أو ولدوا فيه. ربما يكون الجيل الأول من المهاجرين قد انتقلوا إلى الخارج من بنغلاديش بحثًا عن ظروف معيشية أفضل، أو للهروب من الفقر، أو لدعم أوضاعهم المالية أو لإرسال الأموال إلى العائلات في بنغلاديش. مع ما مجموعه 13 مليون بنجلاديشي يعيشون في الخارج، احتلت البلاد المرتبة الرابعة بين أفضل 20 دولة منشأ للمهاجرين الدوليين. بلغت التحويلات السنوية الواردة في بنغلاديش 18.2 مليار دولار في السنة المالية 2019–2020.
تنتمي غالبية المغتربين البنغلاديشيين إلى العقيدة الإسلامية لأن ممارسة الملاحة البحرية كانت محظورة تقليديًا في الهندوسية؛ من المحرمات المعروفة باسم كالا باني (ماء قذر).
يوجد عدد من البنغلاديشيين في مختلف دول الخليج العربي. وجد تعداد المملكة المتحدة لعام 2011 أن 451,529 شخصًا من أصل بنجلاديشي يعيشون في المملكة المتحدة. يتركز البنغلاديشيون البريطانيون بشكل أساسي في أحياء شرق لندن (تاور هامليتس ونيوهام)؛ ترتبط الهجرة إلى بريطانيا بشكل أساسي بالهجرة المتسلسلة من قسم سيلهيت. إلى جانب المملكة المتحدة والشرق الأوسط، يتمتع البنغلاديشيون أيضًا بأكبر تواجد في الولايات المتحدة، وفي الولايات المتحدة، يبلغ عدد البنغاليين 800,000 يعيش 250,000 منهم في نيويورك. تضم مرتفعات جاكسون وجامايكا معظم سكان بنجلاديش في الولايات المتحدة. بشكل رئيسي في مدينة نيويورك، يعيش البنغلاديشيون هناك (حيث يوجد العديد أيضًا من سيلهيت وشيتاغونغ ومناطق أخرى) باترسون في نيوجيرسي، ماليزيا، جنوب إفريقيا، سنغافورة ودول غربية أخرى مثل إيطاليا، كندا، وأستراليا.

## آسيا

### جنوب آسيا

#### جزر المالديف
وفقًا لوزارة الخارجية المالديفية؛ كان هناك حوالي 50,000 بنجلاديشي يعملون هناك في عام 2011، وهي دولة لا يزيد عدد سكانها عن 400,000 شخص، مع ثلث ليس لديهم وثائق أو تسجيل صالح.

### شرق وجنوب شرق آسيا

#### ماليزيا
يبلغ عدد السكان البنغلاديشيين في ماليزيا 1,000,000 اعتبارًا من عام 2018.

#### كوريا الجنوبية
في كوريا الجنوبية، يوجد أكثر من 12678 عامل أجنبي من بنغلاديش في البلاد اعتبارًا من 2013. عدد قليل منهم يشمل المهاجرين غير الشرعيين. الفيلم الكوري عام 2009 باندهوبي (Bandhobi، من إخراج سين دونغ إيل، يصور مهاجرًا بنغاليًا في كوريا الجنوبية.

## العالم الغربي

### الولايات المتحدة الأمريكية
وجد الإحصاء السكاني في عام 2000 أن ما يصل إلى 95,300 ولدوا في بنغلاديش. كان ذلك حتى التسعينيات عندما بدأ البنغلاديشيون، وكثير منهم من دكا وشيتاغونغ وسيلهيت، في الانتقال إلى الولايات المتحدة، واستقروا في مناطق حضرية مثل نيويورك وباترسون في نيوجيرسي وفيلادلفيا وأتلانتيك سيتي ونيوجيرسي وواشنطن العاصمة. على الرغم من أن النتائج الأخيرة تدعي أن البنغلاديشيين بدأوا في الوصول خلال أواخر القرن التاسع عشر من الجزء الجنوبي من بنغلاديش الحالية. في بعض أجزاء من كوينز ومانهاتن في مدينة نيويورك، يوجد أصحاب مطاعم بنغلاديشية ومطاعم بنغلاديشية وهندية وباكستانية. يقام احتفال بويشاخي ميلا ‏ بالعام البنغالي الجديد من قبل الجاليات البنغلاديشية الأمريكية في نيويورك وباترسون وفيلادلفيا وواشنطن العاصمة وأتلانتيك سيتي ومدن أخرى سنويًا. يتمتع شارع ثيرد ستريت، لوس أنجلوس بتاريخ عريض من سكان بنغلاديش، وقد أطلق عليه رسميًا لقب «ليتل بنغلاديش». ومع ذلك، فقد استقر بعض البنغاليين المقيمين في نيويورك في مناطق أحدث، مثل هامترامك، وميشيغان، وبافالو، ونيويورك، وباترسون، ونيوجيرسي، والعديد من الولايات الأخرى المجاورة بسبب انخفاض تكاليف المعيشة وفرص العمل الأفضل. غالبًا ما يكون العديد من البنغاليين في مدينة نيويورك سائقي سيارات أجرة، وعاملين في سلسلة مطاعم الوجبات السريعة، وعمال مطاعم، ومطور برامج، وعلماء كمبيوتر، وأطباء، ومحامين، ومحاسبين، وأصحاب أعمال، إلخ. يعمل العديد من الكازينوهات في أتلانتيك سيتي.[بحاجة لمصدر]
تشير تقديرات عام 2020 إلى أن عدد البنغاليين في الولايات المتحدة يبلغ 800 ألف.

### كندا
يشير الكندي البنغلاديشي إلى شخص من أصل بنغلاديشي ولد في كندا أو من بنغلاديش هاجر إلى كندا. قبل عام 1971، جاء حوالي 150 بنغاليًا إلى كندا بصفتهم باكستانيين شرقيين. بدأ التدفق الرئيسي للهجرة البنغلاديشية في أوائل الثمانينيات. في عام 1988، عاشت حوالي 700 عائلة بنجلاديشية في تورنتو، على الرغم من وجود حوالي 900 أسرة أخرى تعيش في مونتريال. الآن، يوجد في تورنتو مجتمع بنغلادشي كبير أكبر عددًا بشكل ملحوظ من مجتمع مونتريال حيث يوجد أكثر من 50,000 في المدينة المناسبة وأكثر من 65,000 في منطقة تورنتو الكبرى. المناطق الشرقية في تورونتو في شرق يورك وسكاربورو في شارع دانفورث بها عدد كبير من السكان البنغاليين. تضم المنطقة المحيطة بـ دانفورث عددًا قليلاً من المتاجر والمطاعم في بنغالا. ضمن فئة المستثمر، انتقلت حوالي 100 عائلة إلى كندا منذ عام 2015. بحلول عام 2020 في يونيو، قُدر أن حوالي 100,000+ بنجلاديشي يعيشون في كندا. 

### أستراليا
البنغلاديشيون في أستراليا هم من أصغر مجتمعات المهاجرين التي تعيش في أستراليا.  يوجد حوالي 41,000 بنجلاديشي في أستراليا. توجد أكبر المجتمعات البنغلاديشية بشكل رئيسي في ولايتي نيو ساوث ويلز وفيكتوريا، مع تركيزات كبيرة في مدينتي سيدني وملبورن. 

### أوروبا

#### المملكة المتحدة

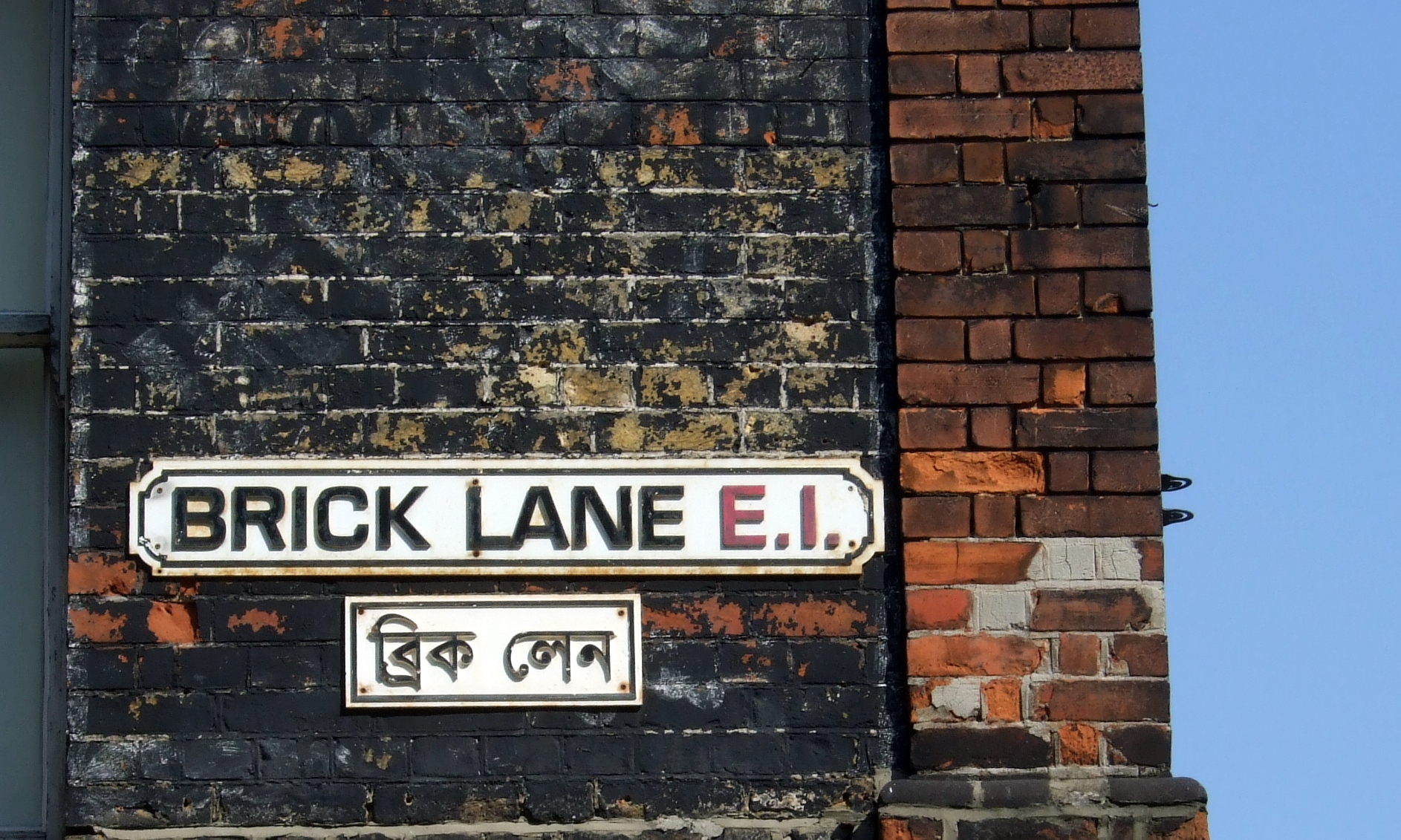
أصبح بريك ليْن مركز بلدة البنغالا في لندن

تعود أقدم سجلات البنغاليين في القارة الأوروبية إلى عهد الملك جورج الثالث ملك إنجلترا خلال القرن السادس عشر. أحد الأمثلة على ذلك هو النرجيلة-باردار (خادم/مُعد الشيشة) لجيمس أخيل كيركباتريك الذي قيل أنه سرق وخدع كيركباتريك، وشق طريقه إلى إنجلترا وصمم نفسه على أنه أمير سيلهيت. كان الرجل، الذي يُفترض أنه من سيلهيت في شرق البنغال، في انتظار من قبل رئيس وزراء بريطانيا العظمى ويليام بيت الأصغر، ثم تناول العشاء مع دوق يورك قبل تقديم نفسه أمام الملك. بدأت الهجرة الجماعية منذ أيام الحكم البريطاني، حيث تم إرسال اللاسكارات من سيلهيت إلى المملكة المتحدة. عاش بعض هؤلاء اللاسكار في المملكة المتحدة في مدن الموانئ، وحتى تزوجوا من نساء بريطانيات. منذ ذلك الحين، حدثت هجرة جماعية، وتحديداً من سيلهيت. اليوم، البنغلاديشيون البريطانيون هم مجتمع متجنس في المملكة المتحدة، يديرون 90٪ من جميع مطاعم مطبخ جنوب آسيا وأنشأوا العديد من التجمعات العرقية في جميع أنحاء البلاد - وأبرزها بنغالا تاون في شرق لندن.
يتمتع شارع بريك لين في شرق لندن بتاريخ كبير من البنغلاديشيين وقد أطلق عليه رسميًا اسم «بانغلاتاون»، ويضم مئات المطاعم «الهندية» مملوكة بالكامل لسيلهيتي بنغلاديش. حقق العديد من البنغلاديشيين البريطانيين وجودهم في المملكة المتحدة، وغالبًا ما أصبحوا أطباء ومهندسين ومحامين، ولكن أصبح الكثير منهم أيضًا سياسيين لحزب العمال، مثل روشانارا علي، وتوليب صديق، وكذلك رؤساء بلندن، مثل لطف الرحمن ونسيم علي.

#### إيطاليا
يعد البنغلاديشيون من أكبر تجمعات المهاجرين في إيطاليا.  اعتبارًا من عام 2018، كان هناك 140,000 بنغلادشي يعيشون في إيطاليا. يتمركز معظم البنغاليين في إيطاليا في لاتسيو ولومباردي وفينيتو مع تركيزات كبيرة في روما وميلانو والبندقية. 